# Лешек Блянік
Лешек Роберт Блянік  (пол. Leszek Robert  Blanik, 1 березня 1977) — польський гімнаст, олімпійський чемпіон.

## Виступи на Олімпіадах
| Олімпіада   | Дисципліна       | Місце             |
| ----------- | ---------------- | ----------------- |
| Сідней 2000 | абсолютний залік | 78 (кваліфікація) |
| Сідней 2000 | опорний стрибок  | 3                 |
| Сідней 2000 | паралельні бруси | 72 (кваліфікація) |
| Сідней 2000 | кільця           | 57 (кваліфікація) |
| Сідней 2000 | кінь             | 73 (кваліфікація) |
| Пекін 2008  | абсолютний залік | 94 (кваліфікація) |
| Пекін 2008  | опорний стрибок  | 1                 |